# Edisons 1972
De Edisons 1972 werden op 19 oktober van dat jaar bekendgemaakt. De jury bestond uit Tineke de Nooij van Radio Veronica, Elly de Waard, Willem Duys, Jip Golsteijn, Frans de Kok, Joop de Roo en John Vis, directeur van CBS Records.
Voor het eerst sinds de invoering van de Edisons werden ze niet uitgereikt tijdens een Grand Gala du Disque. Hoewel het programma onverminderd populair was - de editie van begin 1972 trok zo'n 6,7 miljoen kijkers - schrapten de gezamenlijke platenmaatschappijen hun (financiële) steun voor het evenement.
In plaats van tijdens het Grand Gala werden de Edisons begin 1973 uitgereikt in een speciale uitzending van Voor de Vuist Weg van Willem Duys. In dezelfde periode werd een alternatief Grand Gala du Disque door de VARA georganiseerd, het Popgala '73. Dit legde meer de nadruk op pop- en rockbands als The Who, Supersister, The Eagles en Rod Stewart. Het festival vond plaats in sporthal De Vliegermolen in Voorburg. Hoewel het een redelijk succes was, bleef het bij dit ene Popgala. In 1974 keerde het Grand Gala du Disque weer terug.

## Winnaars
Internationaal
- Frans chanson: Michel Legrand voor Michel Legrand
- Jazz: Quincy Jones voor Dollars
- Vocaal: Léo Ferré voor La Solitudine
- Pop: The Kinks voor The Muswell Hillbillies
- Pop: Beach Boys voor Surf's Up
- Pop: David Bowie voor Hunky Dory
- Pop: J.J. Cale voor Naturally
- Pop: Ry Cooder voor Into the Purple Valley
- Pop: Neil Diamond voor Stones
- Pop: Van Morrison voor Tupelo Honey
- Pop: Harry Nilsson voor Nilsson Schmilsson
- Pop: Paul Simon voor Paul Simon
- Soundtrack: Isaac Hayes voor Shaft
- Vocaal: Roberta Flack voor Quiet Fire
- Pop: Stampeders voor Stampeders"

Nationaal
- Cabaret: Neerlands Hoop in Bange Dagen voor Weerzien in Panama
- Jeugd: Pippi Langkous (soundtrack)
- Vocaal: Gerard Cox voor Vrijblijvend
- Vocaal: Gert & Hermien voor Gert & Hermien
- Vocaal: Jasperina de Jong voor De Jasperina Show
- Pop: Mouth & MacNeal voor Mouth & MacNeal
- Jazz: Rita Reys voor Sings Burt Bacharach
- Pop: Supersister voor To The Highest Bidder
- Pop: Cornelis Vreeswijk voor De nozem en de non

1960 · 1961 · 1962 · 1963 · 1964 · 1965 · 1966 · 1967 · 1968 · 1969 · 1970 · 1971 · 1972 · 1973 · 1974 · 1975 · 1976 · 1977 · 1978 · 1979 · 1980 · 1981 · 1982 · 1983 · 1984 · 1985 · 1986 · 1987 · 1988 · 1989 · 1990 · 1991 · 1992 · 1993 · 1994 · 1995 · 1996 · 1997 · 1998 · 1999 · 2000 · 2001 · 2002 · 2003 · 2004 · 2005 · 2006 · 2007 · 2008 · 2009 · 2010 · 2011 · 2012 · 2013 · 2014 · 2015 · 2016 · 2017 · 2018 · 2019 · 2020 · 2021 · 2022 · 2023 · 2024